# Ron Phibun (huyện)
Ron Phibun (tiếng Thái: ร่อนพิบูลย์) là một huyện (amphoe) ở phía nam của tỉnh Nakhon Si Thammarat, miền nam Thái Lan.

## Địa lý
Các huyện giáp ranh (từ phía tây theo chiều kim đồng hồ) là Thung Song, Lan Saka, Phra Phrom, Chaloem Phra Kiat, Cha-uat và Chulabhorn của  tỉnh Nakhon Si Thammarat.

## Hành chính
Huyện này được chia thành 6 phó huyện (tambon), các đơn vị này lại được chia ra thành 57 làng (muban). Có ba thị trấn (thesaban tambon) - Ron Phibun và Hin Tok cả hai nằm trên một phần của tambon cùng tên, và Khao Chum Thong nằm trên toàn bộ tambon Khuan Koei. Có 6 Tổ chức hành chính tambon.
| \| STT \| Tên \| Tên tiếng Thái \| Số làng \| Dân số \| \| \| --- \| ----------- \| -------------- \| ------- \| ------ \| \| \| 1. \| Ron Phibun \| ร่อนพิบูลย์ \| 16 \| 26,287 \| \| \| 2. \| Hin Tok \| หินตก \| 12 \| 19.431 \| \| \| 3. \| Sao Thong \| เสาธง \| 8 \| 11.435 \| \| \| 4. \| Khuan Koei \| ควนเกย \| 10 \| 4.495 \| \| \| 5. \| Khuan Phang \| ควนพัง \| 8 \| 12.711 \| \| \| 6. \| Khuan Chum \| ควนชุม \| 7 \| 8.395 \| \| | Map of Tambon |                |         |        |  |
| STT | Tên           | Tên tiếng Thái | Số làng | Dân số |  |
| 1. | Ron Phibun    | ร่อนพิบูลย์        | 16      | 26,287 |  |
| 2. | Hin Tok       | หินตก           | 12      | 19.431 |  |
| 3. | Sao Thong     | เสาธง          | 8       | 11.435 |  |
| 4. | Khuan Koei    | ควนเกย         | 10      | 4.495  |  |
| 5. | Khuan Phang   | ควนพัง          | 8       | 12.711 |  |
| 6. | Khuan Chum    | ควนชุม          | 7       | 8.395  |  |